# Lefke (distrikt)
Lefke (turecky Lefke İlçesi) je jedním z šesti severokyperských distriktů. Jedná se o nejnovější distrikt na Severním Kypru. Vznikl v 27. prosince 2016 oddělením od distriktu Güzelyurt. V roce 2011 zde žilo 11 091 obyvatel, z toho 3 009 žije v hlavním městě Lefke.
Součástí distriktu je i exkláva Erenköy (řecky Kokkina).